# Propilidium
Propilidium es un género de moluscos gasterópodos marinos,  dentro de las denominadas lapas verdaderas, de la familia Lepetidae.

## Especies
Este género contiene las siguientes especies:
- Propilidium curumim Leal & Simone, 1998
- Propilidium elegans A. E. Verrill, 1884
- Propilidium exiguum (Thompson W., 1844)
- Propilidium lissocona (Dall, 1927)
- Propilidium pelseneeri Thiele, 1912
- Propilidium pertenue Jeffreys, J.G., 1882
- Propilidium reticulatum (A. E. Verrill, 1885)
- Propilidium tasmanicum (Pilsbry, 1895)[2]